# Ercole Consalvi

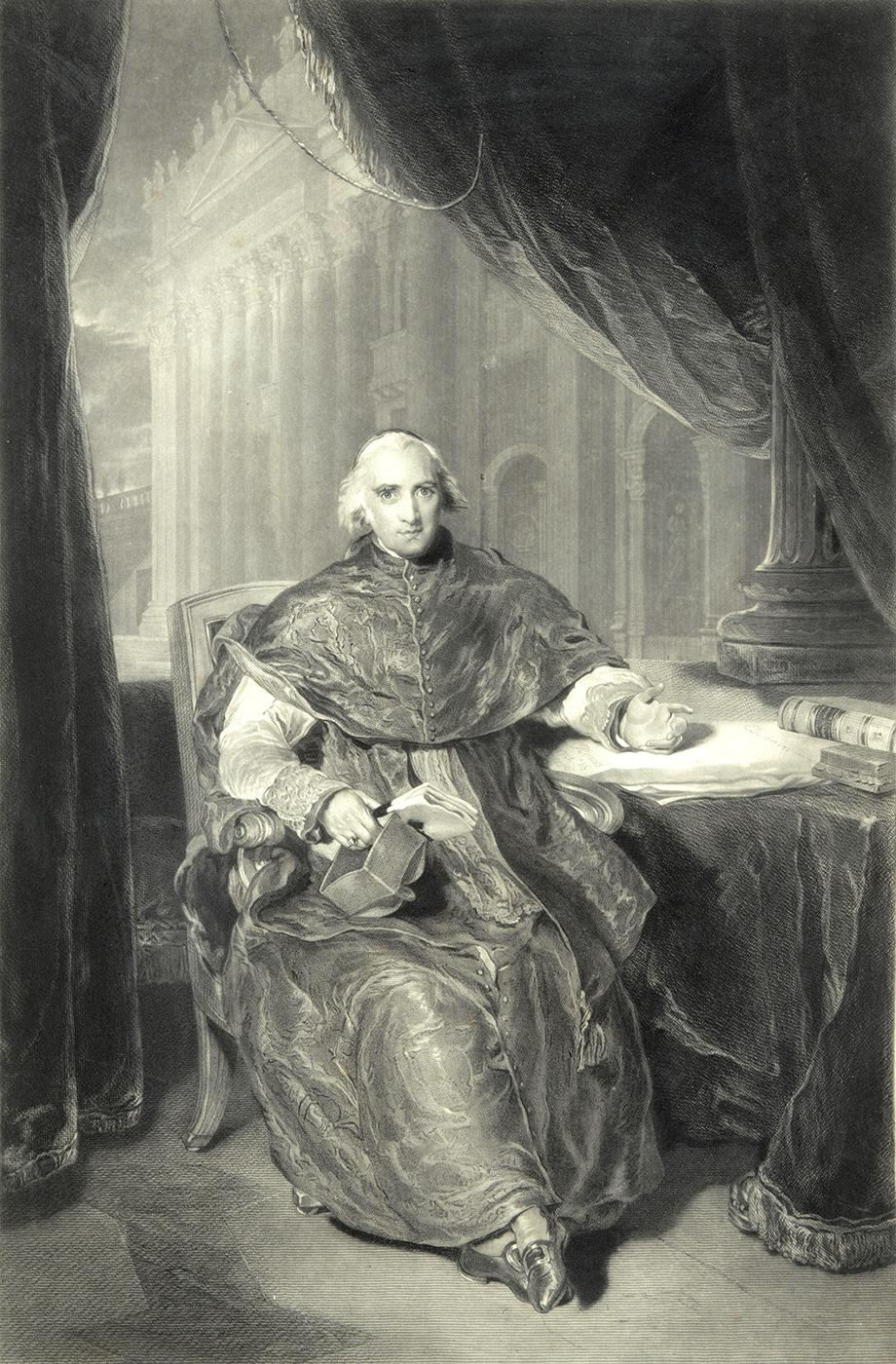
Kardinalstaatssekretär Ercole Consalvi

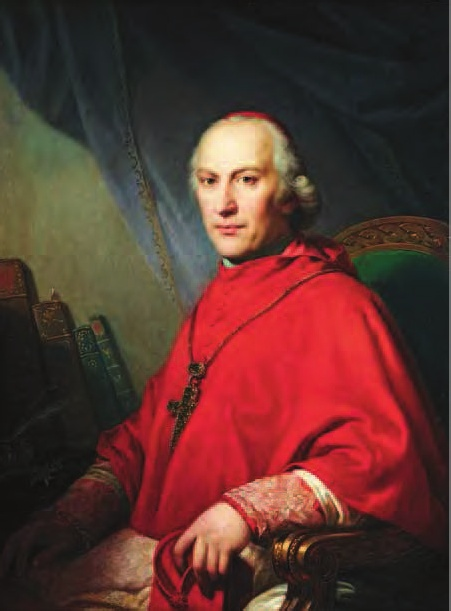
Johann Baptist Lampi der Ältere: Kardinal Ercole Consalvi (1814/15)

Ercole Consalvi (* 8. Juni 1757 in Rom; † 24. Januar 1824 in Anzio) war ein italienischer Kardinal und Diplomat des Kirchenstaates. Er verhandelte mit Napoleon Bonaparte das Konkordat von 1801 und nahm 1814 als Chefdiplomat des Kirchenstaats am Wiener Kongress teil.

## Leben
Der Sohn des Marchese Gregorio Consalvi di Roma und der Marquesa Claudia Carandini di Modena besuchte von 1766 bis 1771 das Kolleg der Piaristen in Urbino und von 1771 bis 1776 das Priesterseminar in Frascati, wo er sich theologischen, politischen und literarischen Studien widmete. Nachdem er von 1776 bis 1782 in Rom die Rechte studiert hatte, wurde er am 6. Januar 1789 zum Dr. jur. utr. promoviert. Papst Pius VI. verlieh ihm im April 1783 den Titel eines Privatkämmerers und im Juli 1784 den eines Hausprälaten.
Als Mitglied verschiedener Kongregationen, so unter anderen der Apostolischen Signatur, der Rota Romana und der Militärkommission, bekämpfte er die Ideen der Französischen Revolution. Die Franzosen verbannten ihn zwar nach der Besetzung des Kirchenstaats (1798); aber Pius VII., der seine Wahl bei dem Konklave in Venedig 1799 hauptsächlich Consalvi zu danken hatte, erhob ihn 1800 zum Kardinaldiakon von Sant’Agata dei Goti und bald darauf zum Staatssekretär, als der er 1801 in Paris mit Napoleon Bonaparte das Konkordat von 1801 unterhandelte, wobei er sich geschickt und zugleich schmiegsam und nachgiebig zeigte (vgl. Consalvi-Paradoxon). Am 21. Dezember 1801 weihte Papst Pius VII. ihn zum Diakon. Von einer Priesterweihe sah Consalvi ab.
1806 musste Consalvi aufgrund seiner Annäherung zu Napoleon als Staatssekretär zurücktreten.
 Als 1809 der Streit zwischen dem Papst und Napoleon ausbrach, billigte er zwar die Exkommunikationsbulle des ersteren nicht, blieb ihm aber doch treu und wurde daher vom Kaiser abgesetzt und interniert. Als päpstlicher Gesandter beim Wiener Kongress erwarb er sich durch Mäßigung und Klugheit die Gunst der Monarchen, auch der nichtkatholischen. Er war maßgeblich an der Restauration des Kirchenstaates beteiligt und wurde von Pius VII. dafür erneut zum Kardinalstaatssekretär berufen. Den Posten behielt er bis 1823.

## Rechtswesen des Kirchenstaates
Consalvi regelte die innere Verwaltung der päpstlichen Staaten durch das die Uniformität des Polizeistaats herstellende Motu Proprio vom 6. Juli 1816; auch führte er eine neue Zivilprozessordnung und einen neuen Handelskodex ein, vereinfachte die Finanzverwaltung und suchte auch dem Räuberunwesen in den Provinzen nach Kräften entgegenzusteuern. Er unterstützte die Wissenschaften, namentlich aber die Künste. Die Konkordate der Kurie mit Russland, Polen, Preußen, Bayern, Württemberg, Sardinien, Spanien und Genf waren sein Werk.
Nach Pius’ VII. Tod 1823 zog sich Consalvi von den Geschäften zurück. Im selben Jahr wurde er zum Ehrenmitglied der Bayerischen Akademie der Wissenschaften ernannt. Consalvi starb im Alter von 66 Jahren am 24. Januar 1824 in seiner Landvilla in Anzio. Sein Leichnam wurde in der Familiengruft in S. Marcello al Corso beigesetzt, sein Herz in einem von Thorwaldsen gestalteten Grabmal im Pantheon.